# Орлівська ВЕС
Орлівська вітрова електростанція — вітрова електростанція в Україні, яка будується поблизу с. Орлівка в Приморському районі Запорізької області. Планова потужність 100 МВт - третій проєкт ДТЕК ВДЕ у вітроенергетиці. Старт будівництва ВЕС планується в 2018, яке триватиме до грудня 2019 року. Введення в експлуатацію та підключення Орлівської ВЕС 100 МВт до Об'єднаної Енергосистеми України очікується до кінця 2019 р. Очікується, що Орлівська ВЕС вироблятиме до 400 ГВт∙год «зеленої» електроенергії щороку. Це допоможе скоротити викиди СО2 на 382 тис. т на рік.

## Історія
31 травня 2019 року судно BBC Vesuvius доставило в порт Маріуполя 36 лопатей для Орлівської вітроелектростанції. Обладнання для ВЕС стало найгабаритнішим вантажем в історії порту.

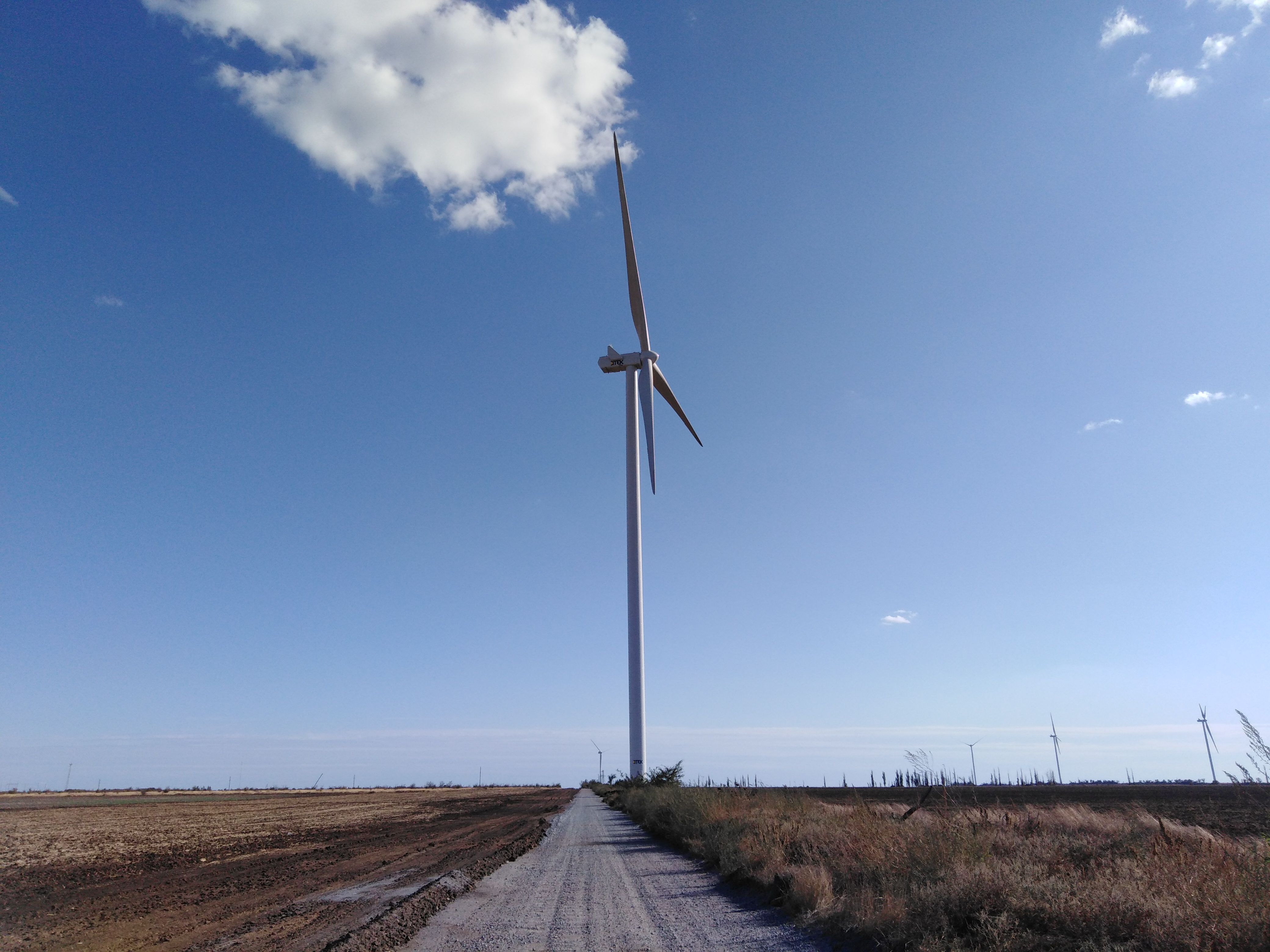
Один з вітряків Орлівської ВЕС, з розміщеною на ньому емблемою ДТЕК

Встановлювати перші вітротурбіни Орлівської ВЕС почнуть вже з червня. Станція з 26 вітроенергетичних установок потужністю 3,8 МВт кожна розташується на узбережжі Азовського моря.
У травні 2019 року ДП «Маріупольський морський торговельний порт» почав приймати комплекти вітрогенераторів Орлівської ВЕС. Для доставки всього обладнання передбачалося виконати сім рейсів. У червні здійснили вже шостий рейс, який прибув з Іспанії з черговою партією обладнання. Теплохід доставив 35 веж вітротурбін, загальна вага яких становить 2352 тонни. Незабаром очікується судно Sophia, яке доставить останні 12 лопатей.
15 листопада 2019 року ДТЕК і данська компанія Vestas завершили будівництво Орлівської вітроелектростанції в Запорізькій області потужністю 100 МВт.